# Utricularia simmonsii
Utricularia simmonsii este o specie de plante carnivore din genul Utricularia, familia Lentibulariaceae, ordinul Lamiales, descrisă de Lowrie, Cowie și Amp; Conran. Conform Catalogue of Life specia Utricularia simmonsii nu are subspecii cunoscute.